# Maroan Sannadi
Maroan Sannadi Harrouch (Vitoria, Álava, 1 de febrero de 2001) es un futbolista hispano-marroquí que se desempeña como delantero en el Athletic Club de la Primera División de España.

## Trayectoria

### Inicios en clubes vitorianos
Nacido en Vitoria, comenzó su carrera deportiva en las filas del C. D. Lakua con seis años, club convenido del Athletic Club desde 2002. Merced a dicho convenio, participó en varias sesiones de tecnificación con el club bilbaíno. Posteriormente, se formó en el C. D. Aurrera de Vitoria hasta finalizar su etapa de juvenil. El 18 de septiembre de 2020 se incorporó al C. D. Ariznabarra de Tercera División, donde logró cuatro goles.

### San Ignacio y Alavés B
En verano de 2021 firmó por el C. D. San Ignacio, segundo filial del Deportivo Alavés, con el que jugaría en la recién estrenada Tercera Federación. Tras lograr dieciséis goles con el San Ignacio, promocionó al Deportivo Alavés "B" de Segunda Federación para la siguiente temporada. En su primera campaña firmó siete tantos, siendo máximo goleador de la plantilla a pesar de salir habitualmente desde el banquillo. En la siguiente campaña dispuso de más minutos y marcó diez tantos en la cuarta categoría nacional. Además, el 29 de febrero de 2024 renovó su contrato con el conjunto alavesista hasta junio de 2027.
El 16 de julio de 2024 fue cedido al Barakaldo C. F. de Primera Federación por una temporada. En el cuadro gualdinegro fue titular indiscutible y logró once tantos hasta su marcha en el mes de enero.

### Athletic Club
El 1 de febrero de 2025 fue traspasado al Athletic Club por una cifra cercana a los tres millones de euros, variables aparte. El delantero firmó un contrato hasta 2029 y fue presentado cuatro días después. El 8 de febrero debutó en Primera División, en San Mamés, en una victoria frente al Girona F. C. (3-0). Una semana después fue titular, en el Estadio Cornellá-El Prat, contra el RCD Espanyol (1-1). El 23 de febrero marcó, en San Mamés, su primer gol en Liga en la goleada frente al Real Valladolid (7-1). Durante la temporada se consolidó como la referencia en ataque del equipo vasco, aunque no consiguió volver a anotar ningún gol.

## Selección nacional
El 27 de mayo de 2025 fue convocado por la selección de Marruecos de Walid Regragui para la disputa de dos encuentros amistosos. El 6 de junio debutó en un amistoso, frente a Túnez (2-0), sustituyendo a Saibari y dando una asistencia de gol a El Kaabi en el descuento.

## Clubes
| Club                     | Div           | Temporada     | Liga     | Liga  | Copas nacionales | Copas nacionales | Copas internacionales | Copas internacionales | Total    | Total |
| Club                     | Div           | Temporada     | Partidos | Goles | Partidos         | Goles            | Partidos              | Goles                 | Partidos | Goles |
| ------------------------ | ------------- | ------------- | -------- | ----- | ---------------- | ---------------- | --------------------- | --------------------- | -------- | ----- |
| Deportivo Alavés "B"     | 2ª RFEF       | 2022-23       | 28       | 7     | —                | —                | —                     | —                     | 28       | 7     |
| Deportivo Alavés "B"     | 2ª RFEF       | 2023-24       | 31       | 10    | —                | —                | —                     | —                     | 31       | 10    |
| Deportivo Alavés "B"     | Total club    | Total club    | 59       | 17    | 0                | 0                | 0                     | 0                     | 59       | 17    |
| Barakaldo C. F. (cedido) | 1ª RFEF       | 2024-25       | 20       | 11    | 2                | 0                | —                     | —                     | 22       | 11    |
| Barakaldo C. F. (cedido) | Total club    | Total club    | 20       | 11    | 2                | 0                | 0                     | 0                     | 22       | 11    |
| Athletic Club            | 1.ª           | 2024-25       | 16       | 1     | 0                | 0                | 6                     | 0                     | 22       | 1     |
| Athletic Club            | 1.ª           | 2025-26       | 1        | 1     | 0                | 0                | 0                     | 0                     | 1        | 1     |
| Athletic Club            | Total club    | Total club    | 17       | 2     | 0                | 0                | 6                     | 0                     | 23       | 2     |
| Total carrera            | Total carrera | Total carrera | 96       | 30    | 2                | 0                | 6                     | 0                     | 104      | 30    |